# النا رانگالدیر
النا رانگالدیر (زاده ۱۰ مه ۱۹۹۰ میلادی) اسکی باز پرش اهل ایتالیا است. او در مسابقات جهانی ۲۰۱۱ اسلو در نروژ مدال نقره گرفت.
او در سال ۲۰۰۴ میلادی در مسابقات داخلی ایتالیا دو مقام نخست و یک مقام دومی را کسب کرد.
النا رانگالدیر همچنین در سال ۲۰۰۶ و ۲۰۰۸ در مسابقات کشوری مقام نخست، در سال های ۲۰۰۷، ۲۰۱۰ و ۲۰۱۱ مقام دوم و در سال ۲۰۰۹ مقام سوم را به دست آورد.